# Törökszentmiklósi járás
A Törökszentmiklósi járás Jász-Nagykun-Szolnok vármegyéhez tartozó járás Magyarországon, amely 2013-ban jött létre. Székhelye Törökszentmiklós. Területe 464,54 km², népessége 36 581 fő, népsűrűsége 79 fő/km² volt a 2012. évi adatok szerint. Két város (Törökszentmiklós és Fegyvernek) és öt község tartozik hozzá.
A Törökszentmiklósi járás a járások 1983-as megszüntetése előtt is létezett, ezen a néven az 1950-es járásrendezéstől kezdve, korábbi neve Tiszai közép járás volt. Székhelye mindvégig Törökszentmiklós volt, és 1974 végén szűnt meg.

## Települései
| Település        | Rang (2013. július 15.) | Közös hivatal | Kistérség (2013. január 1.) | Népesség (2012. január 1.) | Terület (km²) |
| ---------------- | ----------------------- | ------------- | --------------------------- | -------------------------- | ------------- |
| Törökszentmiklós | járásszékhely város     |               | Törökszentmiklósi           | 21 043                     | 185,16        |
| Fegyvernek       | város                   |               | Törökszentmiklósi           | 6 415                      | 71,48         |
| Kengyel          | község                  |               | Törökszentmiklósi           | 3 857                      | 79,14         |
| Kuncsorba        | község                  | Tiszatenyő    | Törökszentmiklósi           | 585                        | 33,63         |
| Örményes         | község                  | Tiszatenyő    | Törökszentmiklósi           | 1 049                      | 34,13         |
| Tiszapüspöki     | község                  |               | Törökszentmiklósi           | 2 005                      | 37,45         |
| Tiszatenyő       | község                  | Tiszatenyő    | Törökszentmiklósi           | 1 627                      | 23,55         |

## Története
A Törökszentmiklósi járás az 1950-es járásrendezés során jött létre 1950. június 1-jén az addigi Tiszai közép járás nevének megváltoztatásával és területének kisebb módosításával, és 1974. december 30-ával szűnt meg, ekkor egyes községeit Mezőtúr és Törökszentmiklós városkörnyékéhez osztották be, a többit felosztották a Szolnoki és a Tiszafüredi járás között.

### Községei 1950 és 1974 között
Az alábbi táblázat felsorolja a Törökszentmiklósi járáshoz tartozott községeket, bemutatva, hogy mikor tartoztak ide, és hogy hova tartoztak megelőzően, illetve később.
Meg kell jegyezni, hogy a tanácsrendszer első éveiben, 1950 és 1951 között Mezőtúr és Túrkeve jogállása közvetlenül a járási tanács alá rendelt város volt és a Törökszentmiklósi járáshoz tartoztak. Törökszentmiklós 1952 elején alakult várossá, de 1954-ig a járási tanács alá rendelt városként a járáshoz tartozott.
| Község           | Mikortól          | Honnan                | Meddig             | Hova                              |
| ---------------- | ----------------- | --------------------- | ------------------ | --------------------------------- |
| Fegyvernek       | 1950. június 1.   | Tiszai közép járásból | 1974. december 30. | Szolnoki járáshoz                 |
| Kenderes         | 1965. március 31. | Kunhegyesi járásból   | 1974. december 30. | Szolnoki járáshoz                 |
| Kengyel          | 1950. június 1.   | Tiszai közép járásból | 1974. december 30. | Szolnoki járáshoz                 |
| Kétpó            | 1952. január 1.   | Mezőtúr területéből   | 1974. december 30. | Mezőtúri városkörnyékhez          |
| Kuncsorba        | 1950. június 1.   | Tiszai közép járásból | 1974. december 30. | Szolnoki járáshoz                 |
| Kunhegyes        | 1965. március 31. | Kunhegyesi járásból   | 1974. december 30. | Szolnoki járáshoz                 |
| Örményes         | 1950. június 1.   | Tiszai közép járásból | 1974. december 30. | Szolnoki járáshoz                 |
| Tiszabő          | 1950. június 1.   | Tiszai közép járásból | 1974. december 30. | Szolnoki járáshoz                 |
| Tiszagyenda      | 1965. március 31. | Kunhegyesi járásból   | 1974. december 30. | Tiszafüredi járáshoz              |
| Tiszapüspöki     | 1950. június 1.   | Tiszai közép járásból | 1974. december 30. | Törökszentmiklósi városkörnyékhez |
| Tiszaroff        | 1965. március 31. | Kunhegyesi járásból   | 1974. december 30. | Tiszafüredi járáshoz              |
| Tiszatenyő       | 1950. június 1.   | Tiszai közép járásból | 1974. december 30. | Törökszentmiklósi városkörnyékhez |
| Törökszentmiklós | 1950. június 1.   | Tiszai közép járásból | 1952. január 5.    | várossá alakult                   |

### Történeti adatai
Megszűnése előtt, 1974 végén területe 732 km², népessége pedig mintegy 41 ezer fő volt.